# Rafael Vera
Rafael Vera Fernández-Huidobro, né le 7 février 1945 à Madrid, est un homme politique espagnol, membre du Parti socialiste ouvrier espagnol (PSOE).

## Biographie
Rafael Vera est nommé en 1982 au poste de directeur de la Sécurité de l'État au sein du ministère de l'Intérieur. Il en est relevé en 1984, pour devenir sous-secrétaire du ministère. Il quitte ce poste en 1986, lorsqu'il est désigné secrétaire d'État-directeur de la Sécurité de l'État. Il abandonne cette fonction, ainsi que la haute fonction publique, huit ans plus tard, en 1994.
En 1998, il est condamné par le Tribunal suprême à dix ans de prison et douze ans d'inéligibilité et d'interdiction d'exercice d'une fonction publique dans le cadre de l'affaire des Groupes antiterroristes de libération (GAL), en l'espèce l'enlèvement de Segundo Marey et le détournement des fonds publics pour financer les GAL. Il passe trois mois en prison avant de bénéficier d'une grâce partielle accordée par José María Aznar.
Il est ensuite condamné en 2002 à sept ans de prison et dix-huit ans d'inéligibilité et d'interdiction d'exercice d'une fonction publique dans « l'affaire des fonds secrets » par l'audience provinciale de Madrid pour avoir détourné à son profit et au profit de tierces personnes une partie des fonds spéciaux du ministère de l'Intérieur. Cette même juridiction le condamne à dix-huit mois de prison et quatre ans d'inéligibilité et d'interdiction d'exercice d'une fonction publique dans « l'affaire des mallettes », pour avoir utilisé des fonds secrets afin d'aider financièrement deux anciens policiers emprisonnés pour leur participation aux GAL.